# 行李车/守车合造车 (英国铁路1型客车)
行李车/守车合造车（英文原名：Brake Gangwayed，英国铁路代码：BG，英文又称：Full Brake）是“英国铁路1型客车”中整合了守车功能的行李车。车厢一端为列车员办公室，其余部分为两个较大的行李储存区（分别位于车厢两侧），载货量10吨。1951年首次投入使用，至今在英国铁路系统中仍有少量使用。“英国铁路1型客车”行李车/守车合造车长度为17.37米，比其它类型车厢19.2米的长度更短。“英国铁路1型客车”行李车/守车合造车缩短长度的目的是为了有更强的适应性，避免出现其它类型的“英国铁路1型客车”无法使用部分站台的问题。使用BR1型转向架的版本构造速度为90英里/小时（约145千米/小时），使用B4型转向架的版本构造速度为100英里/小时（约160千米/小时），部分后期提速至110英里/小时（约177千米/小时）。
“英国铁路1型客车”行李车/守车合造车现存约101辆，多数已退出日常运营。部分仍被英国一些保存铁路、铁路遗产保护组织持有、使用。同时有部分“英国铁路1型客车”行李车/守车合造车的行李储存区被改作它用。
此外，81432号车曾配属克鲁车辆段，2018年由温泉谷铁路改装为餐车。